# Смилтенс, Эдвардс
Э́двардс Сми́лтенс (латыш. Edvards Smiltēns; род. 18 сентября 1984, Саулкрасты, Рижский район или Рига) — латвийский политический деятель. Сопредседатель партии «Объединённый список». В прошлом — спикер Сейма Латвии (2022—2023).

## Ранние годы и образование
Смилтенс родился в 1984 году в Риге. Его родителями были Андрей Смилтенс (1945—2013) и его супруга Дзидра Смилтене (род. 1947). У Эдварда есть две сестры Дайга и Кристина. Начальное и среднее образование получил в Рижском французском лицее. Позже он поступил в Латвийский университет, где получил степень бакалавра социальных наук в области права.
С июня по сентябрь 2002 года работал в «Lattelekom» помощником руководителя проектов отдела развития маркетинга отдела корпоративных коммуникаций. Затем он перешёл в SIA «Рекламное агентство BALTI», где сначала был руководителем проекта, с февраля 2005 года — юристом, а с февраля 2006 года — исполнительным директором. Занимал этот пост до марта 2008 года.
С июня 2007 года по июль 2009 года он был членом правления «EKO Fonda», а с октября 2007 года — членом правления юридической фирмы «Smiltēns & Grīnbergs».

## Политическая карьера
Смилтенс признался, что занялся политикой из-за крайне низкого доверия населения к правительству страны. В 2009 году он баллотировался в Саулкрастскую районную думу по списку партии «Общество за иную политику», но не был избран. С 2009 года по октябрь 2010 года был помощником независимого депутата Айгара Штокенбергса. В 2008 году вступил партию «Общество за другую политику». Позднее он стал членом правления партии.
По результатам парламентских выборов в ноябре 2010 года Смилтенс был избран депутатом X Сейма. В Сейме Эдвард был заместителем председателя фракции «Единство» Дзинтарса Закиса. Он работал в Комиссии по народному хозяйству, аграрной, экологической и региональной политике, а также в Комиссии по европейским делам.
На внеочередных выборах в Сейм в 2011 году, он был в списке седьмым номером, от партии «Единство». С 1 ноября 2011 года по 22 января 2014 года он был парламентским секретарём Министерства сельского хозяйства.
В 2014 году он баллотировался на выборах в Сейм, но не был избран. Несмотря на то, что его не избрали, он стал депутатом Сейма, вместо Лаймдоты Страуюмы, которая стала премьер-министром страны. В декабре он был утверждён на должность парламентского секретаря Министерства образования и науки, которую занимал до марта 2016 года.
Летом 2017 года, когда партия «Единство» переживала кризис, Эдвард Смилтенс был выдвинут одним из кандидатов на пост лидера партии, однако 19 августа он объявил о выходе из партии и её фракции в Сейме.
В 2017 году он основал организацию «Общество добрых перемен» (позже переименованную в «Общество центристской политики»). В 2018 году вступил в партию «Объединение регионов Латвии». Он баллотировался от ОРЛ на выборах в 2018 году, но список не получил достаточной поддержки избирателей для прохождения в Сейм. ЛАР также не получила достаточной поддержки избирателей на выборах в Европарламент в 2019 году.
На внеочередных выборах в Рижскую думу в 2020 году, он баллотировался по объединённому списку Национального объединения и Латвийского объединения регионов и был избран в Рижскую думу. 2 октября того же года, он став заместителем мэра Риги.
1 ноября 2022 года избран спикером Сейма. После распада правящей коалиции, создания новой и перехода «Объединённого списка» в оппозицию правительству, подано заявление об отзыве его с должности. 20 сентября 2023 года отозван с должности. Новым спикером Сейма была избрана Дайга Миериня. Он сохранил место в президиуме парламента, будучи избранным секретарём Сейма.

## Личная жизнь
В начале 2010-х годов женился на Кристине Смилтене. У пары есть один сын: Вальтер. Семья проживает в Саулкрастах.
Эдвард владеет латышским, русским, английским и французским языками.

## Награды
- Орден Креста земли Марии I класса (19 апреля 2023 года, Эстония)[14]